# Чхиквишвили, Давид Иосифович
Давид Иосифович Чхиквишвили (груз. დავით იოსების ძე ჩხიკვიშვილი; 23 февраля 1921, Гутури — 1987) — грузинский советский учёный-историк, партийный и государственный деятель. Министр культуры Грузинской ССР. Ректор Тбилисского государственного университета.

## Биография
Давид Иосифович Чхиквишвили родился 23 февраля 1921 года в селе Гутури, Грузинская ССР. Окончил среднюю школу в Батуми в 1939 году и продолжил учёбу в Московском энергетическом институте. В том же году призван в РККА.
Член ВКП(б) с 1940 года. Участник Великой Отечественной войны, лётчик-воздушный стрелок, радист, затем — инструктор в лётной школе.
В 1950 году окончил исторический факультет Тбилисского государственного университета. В 1952 году защитил кандидатскую диссертацию.
В 1948—1954 годах работал в Грузинском обществе культурных связей с зарубежными странами. В 1954—1955 годах — Первый секретарь Калининского районного комитета компартии Тбилиси;
Заведующий отделом науки и культуры Коммунистической партии Грузии в 1955—1956 годах; 1956—1957 годы — Первый секретарь Орджоникидзиевского районного комитета компартии Тбилиси;
Министр культуры Грузинской ССР в 1957—1961 годах. В 1961—1969 годах ректор педагогического института. В 1964 году защитил докторскую диссертацию. В 1965 году присвоено звание профессора, а в 1979 году был избран членом-корреспондентом Академии наук Грузии.
С 1972 по 1980 год ректор Тбилисского государственного университета. Министр высшего и среднего образования Грузинской ССР в 1981—1987 годах. Депутат Верховного Совета Грузинской ССР V—XI созывов.
Давид Иосифович Чхиквишвили умер в 1987 году.

## Награды
- орден Отечественной войны 2 степени[7]
- орден Красной Звезды (дважды)[8][9]